# Mistrzostwa Europy w Lekkoatletyce 1946 – maraton mężczyzn
Bieg maratoński mężczyzn był jedną z konkurencji rozgrywanych podczas III Mistrzostw Europy w Oslo. Bieg został rozegrany w czwartek, 22 sierpnia 1946 roku. Zwycięzcą tej konkurencji został  Fin Mikko Hietanen przed obrońcą tytułu Väinö Muinonenem. Bieg został rozegrany na nieregulaminowym dystansie 40,1 kilometra. W rywalizacji wzięło udział siedemnastu zawodników z jedenastu reprezentacji.

## Rekordy
| Rekord świata     | Sohn Kee-chung (JPN/KOR) | 2:26:42   | Tokio, Japonia | 03.11.1935 |
| Rekord mistrzostw | Väinö Muinonen (FIN)     | 2:37:28,8 | Paryż, Francja | 04.09.1938 |

## Wyniki
| Miejsce | Zawodnik             | Czas    |
| ------- | -------------------- | ------- |
| 1       | Mikko Hietanen       | 2:24:55 |
| 2       | Väinö Muinonen       | 2:26:08 |
| 3       | Jakow Puńko          | 2:26:21 |
| 4       | Pierre Cousin        | 2:27:05 |
| 5       | Gösta Leandersson    | 2:28:30 |
| 6       | Erik Jonsson         | 2:30:08 |
| 7       | Squire Yarrow        | 2:30:40 |
| 8       | Henning Larsen       | 2:32:50 |
| 9       | Atanazios Ragazos    | 2:32:58 |
| 10      | Kaspar Schiesser     | 2:36:42 |
| 11      | Václav Weisshäutel   | 2:37:07 |
| 12      | John Systad          | 2:42:59 |
| 13      | Robert Nevens        | 2:50:24 |
| 14      | Antonín Špiroch      | 2:57:44 |
| –       | Øivind Gundhu        | DNF     |
| –       | Stylianos Kiriakidis | DNF     |
| –       | Horace Oliver        | DNF     |